# Chromodesmus potosianus
Chromodesmus potosianus är en mångfotingart som först beskrevs av Chamberlin 1947.  Chromodesmus potosianus ingår i släktet Chromodesmus och familjen Rhachodesmidae. Inga underarter finns listade i Catalogue of Life.